# Guido Antonio Longhi
Guido Antonio Longhi (ur. 9 maja 1691 w Viggiù, zm. 21 lipca 1756 tamże) – włoski architekt, przedstawiciel późnego baroku, w latach 1741–1747 działał w Polsce.
Guido Antonio Longhi urodził się 9 V 1691 roku w Viggiù we Włoszech. Jego rodzicami byli Bernardo Longhi (syn Guida) i Mabilia Buzzi (córka Francesca). Longhi zasłynął z działalności architektonicznej na terenie Rzeczypospolitej.
Autor projektów:
- kościoła św. Trójcy w Kobyłce w latach 1740-1745,
- odbudowy kolegiaty w Łasku, projekt 1749,
- kościoła św. Idziego w Brzeźniu, projekt przed 1750, realizacja od 1755,
- bramka ogrodzenia przy kościele św. Karola Boromeusza na Karczówce w Kielcach,
- kaplicy słupowej w Czarnej koło Wołomina.
- dwie kaplice kościoła Franciszkanów w Locarno, 1750
- Viggiù, kościółek "Madonnina", rozbudowa 1751
- Viggiù, kościół Beata Vergine del Rosario, po 1751

Autorstwo przypuszczalne:
- soboru unickiego św. Zofii w Połocku po 1738 (wykończonego przez J.K. Glaubitza około 1750)
- kościoła Michała Archanioła w Iwieńcu (po 1736 i przed 1757)
- kościoła Bernardynek w Mińsku (po 1741)
- Wilno, dolna część fasady kościoła Wizytek, 1741
- kościół Santa Trinità w Cremie

Protektorem i zleceniodawcą Longhiego w Rzeczypospolitej był biskup sufragan płocki Marcin Załuski. Historyczne przekazy dotyczące aktywności Longhiego w Polsce pochodzą głównie z listów pisanych przez niego w latach 1741-1744 do biskupa chełmińskiego Andrzeja Stanisława Załuskiego (brata bpa Marcina Załuskiego) i sekretarza Giovanniego Battisty d’Aloy. Z listów tych dowiadujemy się głównie o jego zaangażowaniu w budowę kościoła w Kobyłce. Zapewne latem 1749 roku pracował nad koncepcją odbudowy kolegiaty w Łasku i projektem kościoła parafialnego w Brzeźniu, bowiem jesienią tego roku był już w rodzinnym Viggiù i nie nadzorował podjętych prac w Polsce. W dniu 16 VI 1751 roku Guido Antonio Longhi ożenił się z Barbarą Buzzi, córką Lodovica. Podczas swojego pobytu we Włoszech pracował nad koncepcją przebudowy kościoła Beata Vergine del Rosario oraz nad projektem rozbudowy kościoła Chesa della Madonnina. Prawdopodobnie dziełem Longhiego jest też ołtarz w nawie południowej kościoła S. Stefano w Viggiù. Zmarł bezpotomnie 21 VII 1756 roku w Viggiù.

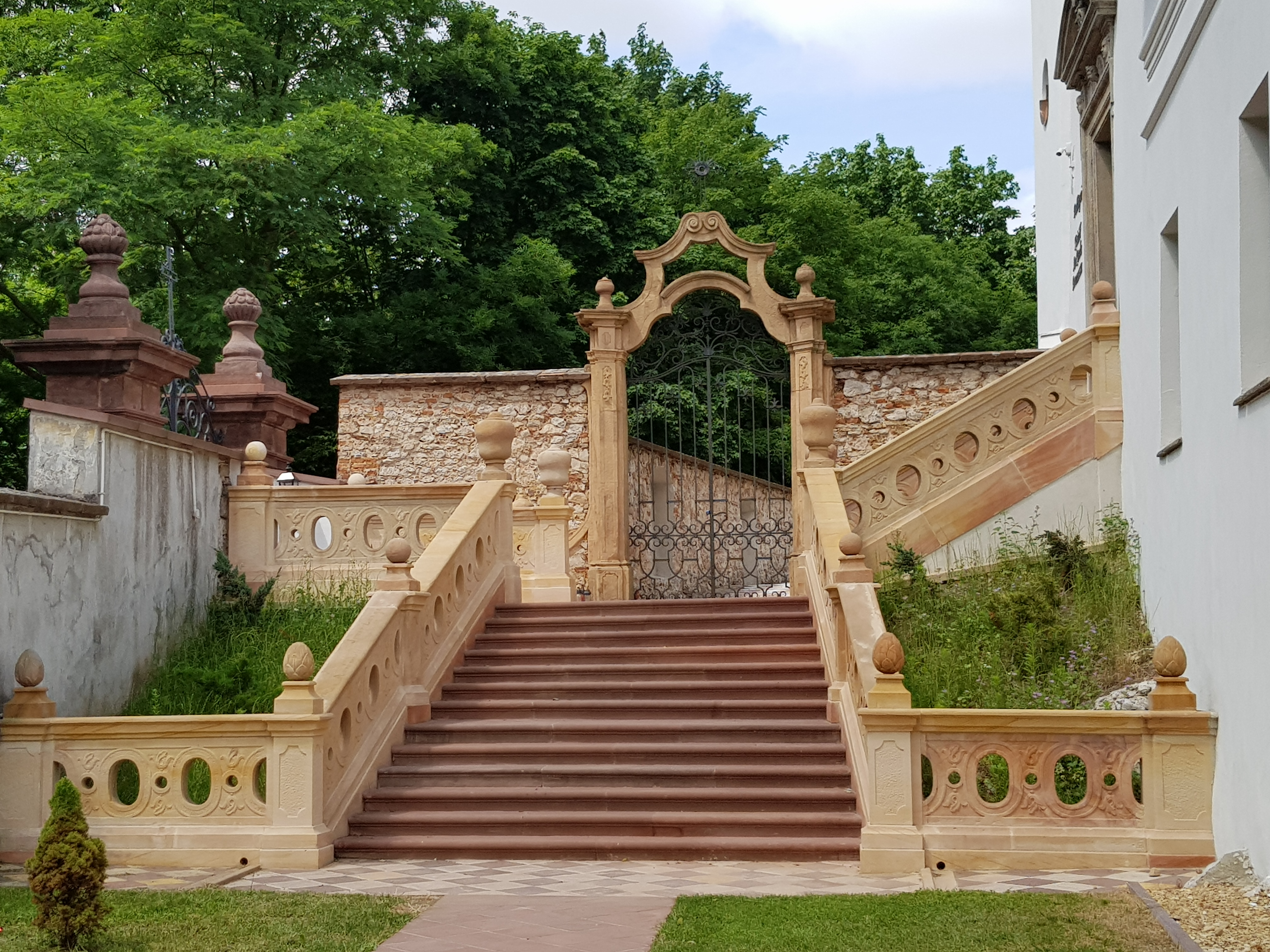
Kielce - bramka na Karczówce
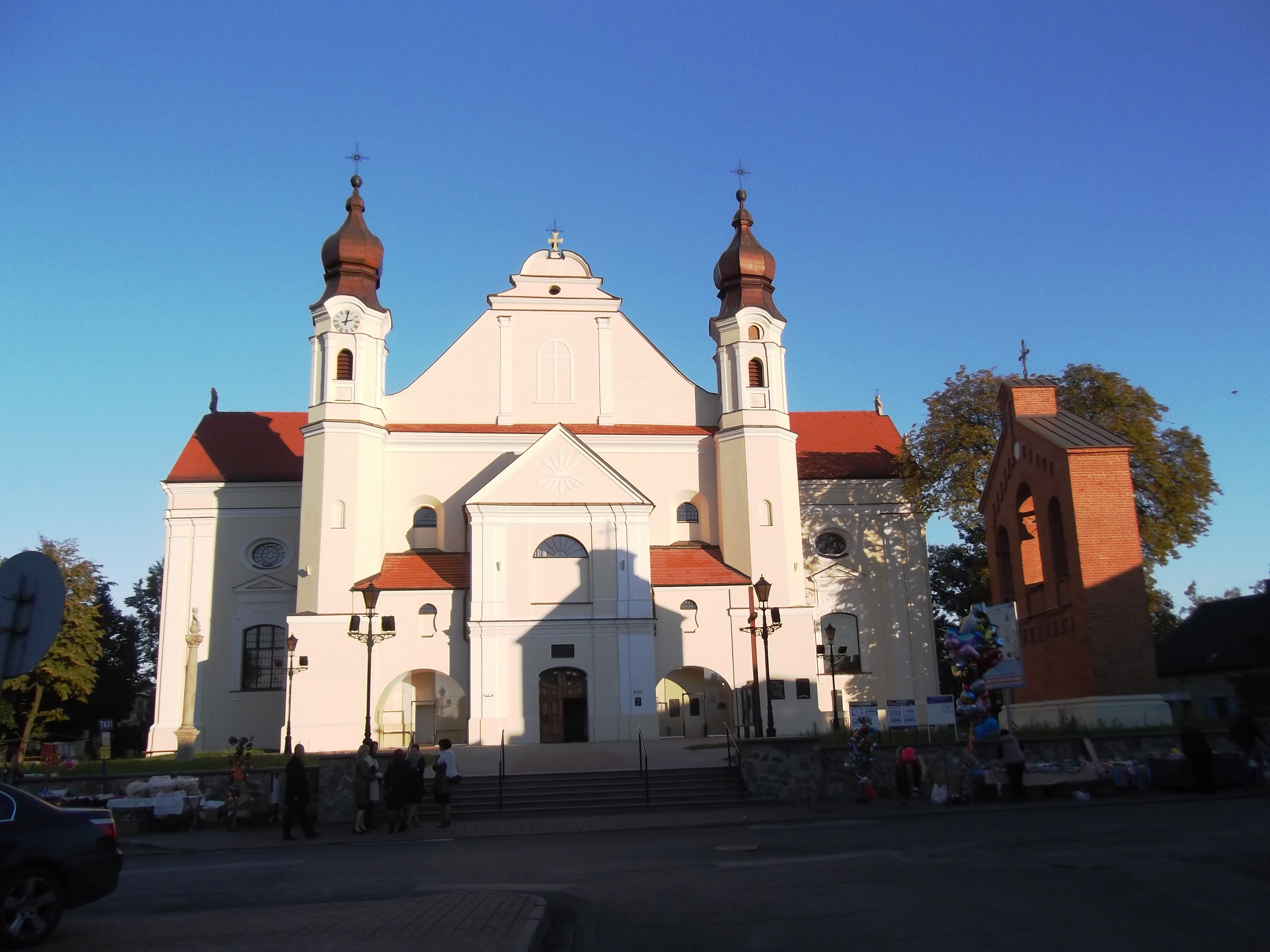
Łask - kościół parafialny
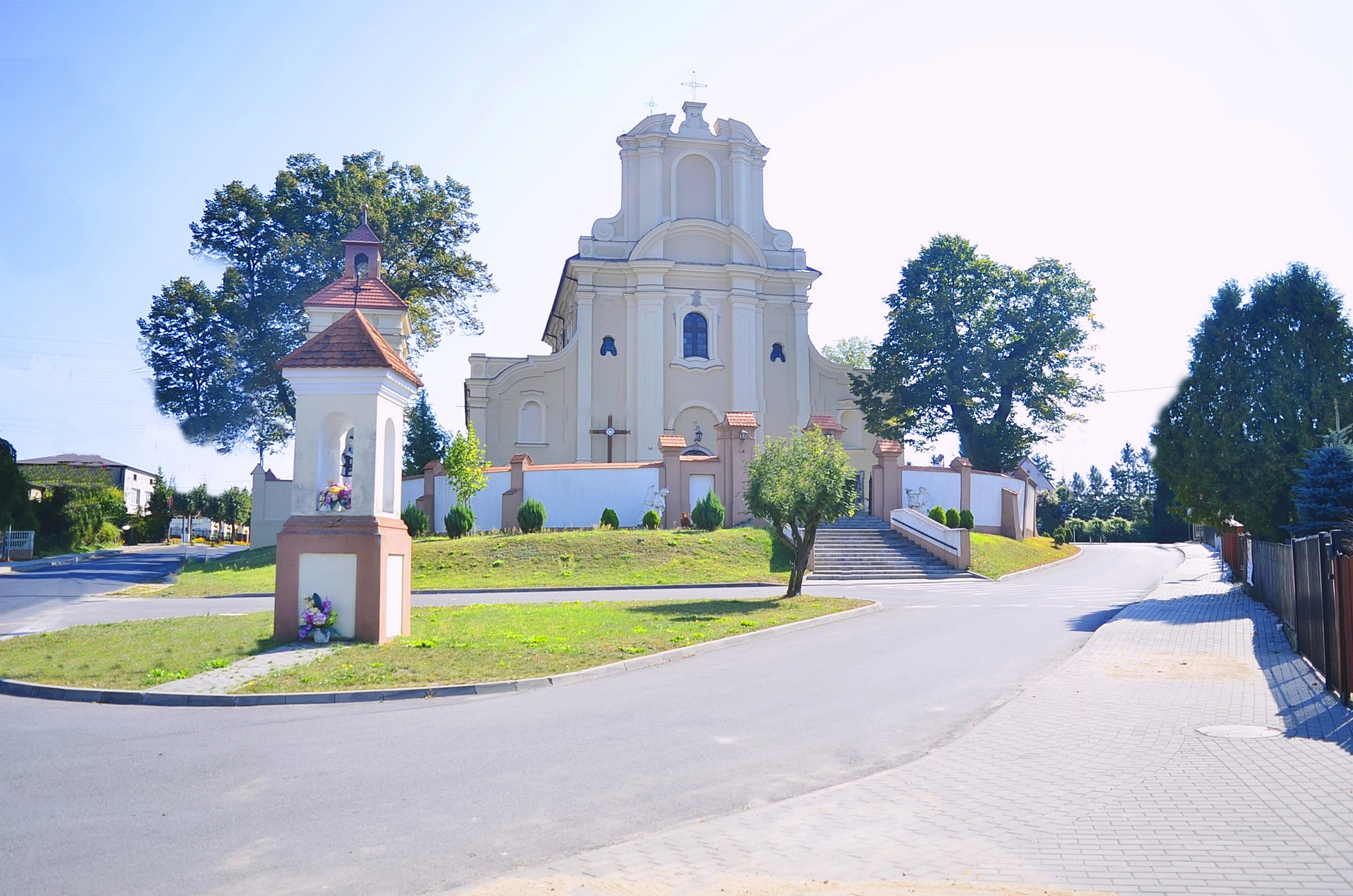
Brzeźnio
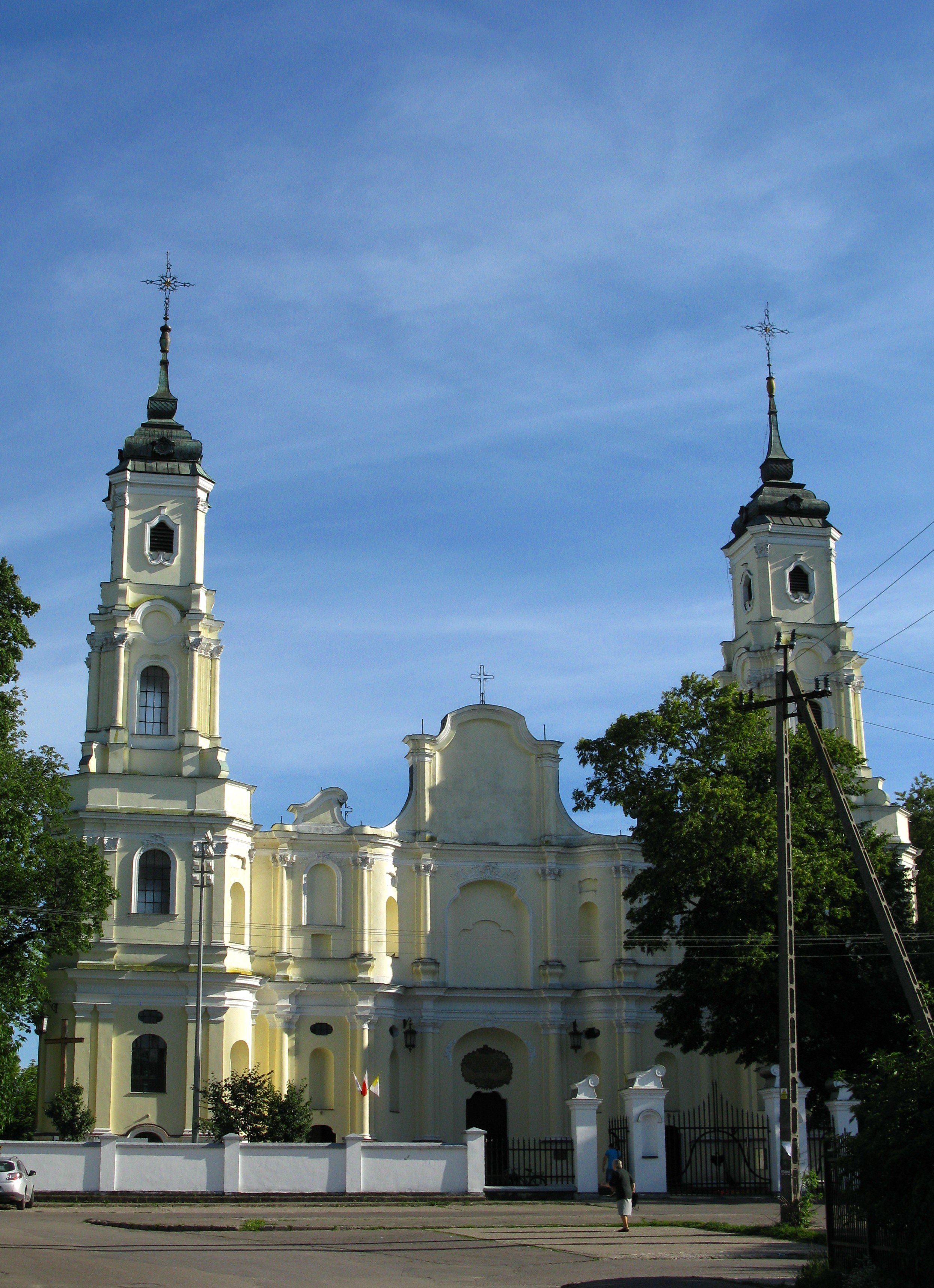
Kościół w Kobyłce (wieże zmieniono po 1945 r.)
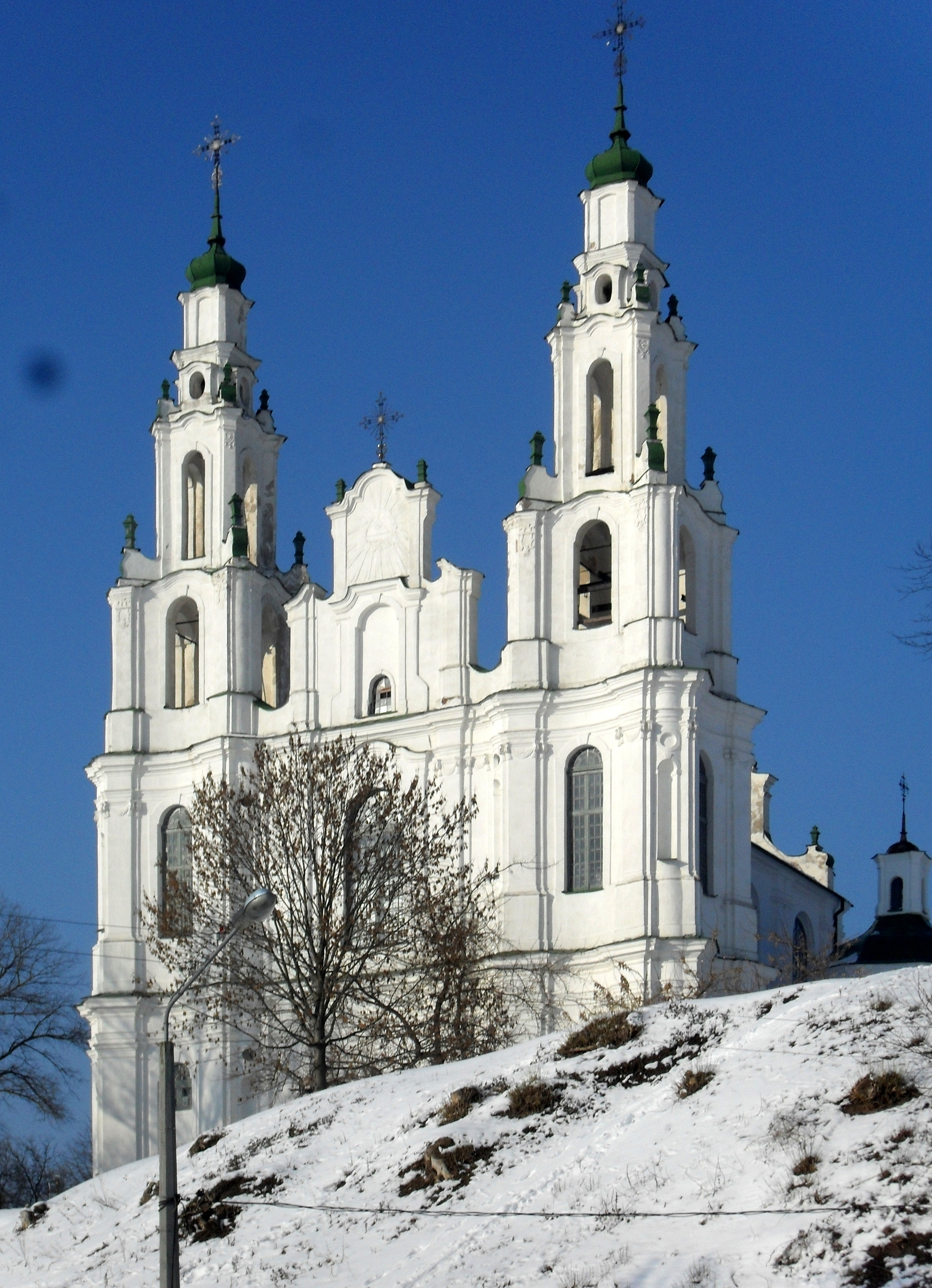
Sobór w Połocku
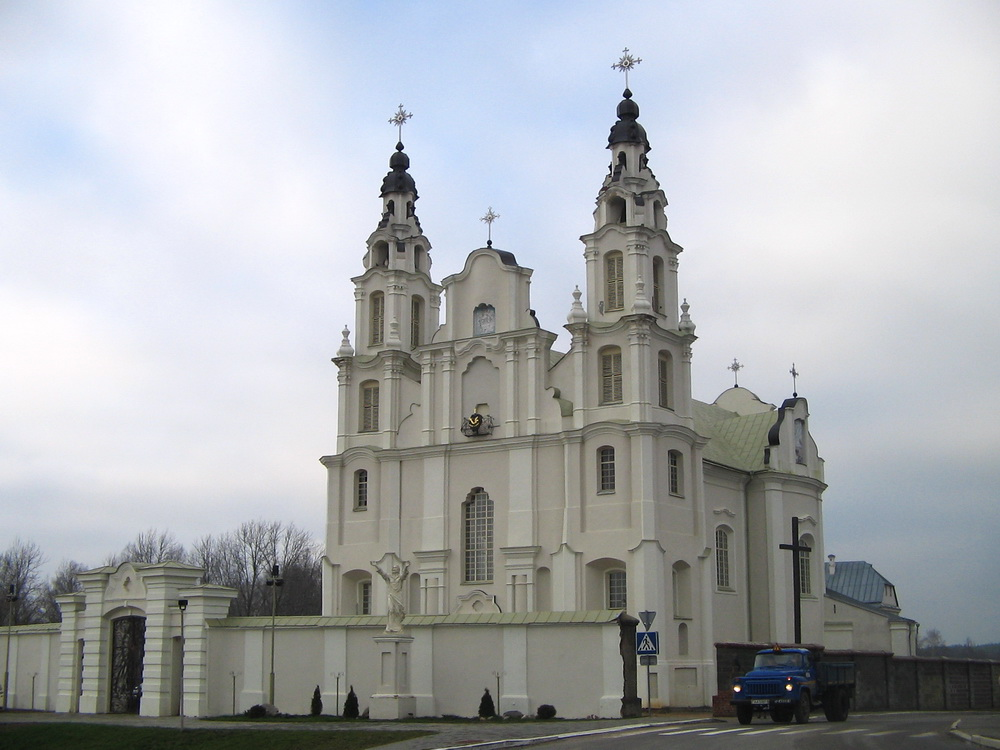
Kościół w Iwieńcu
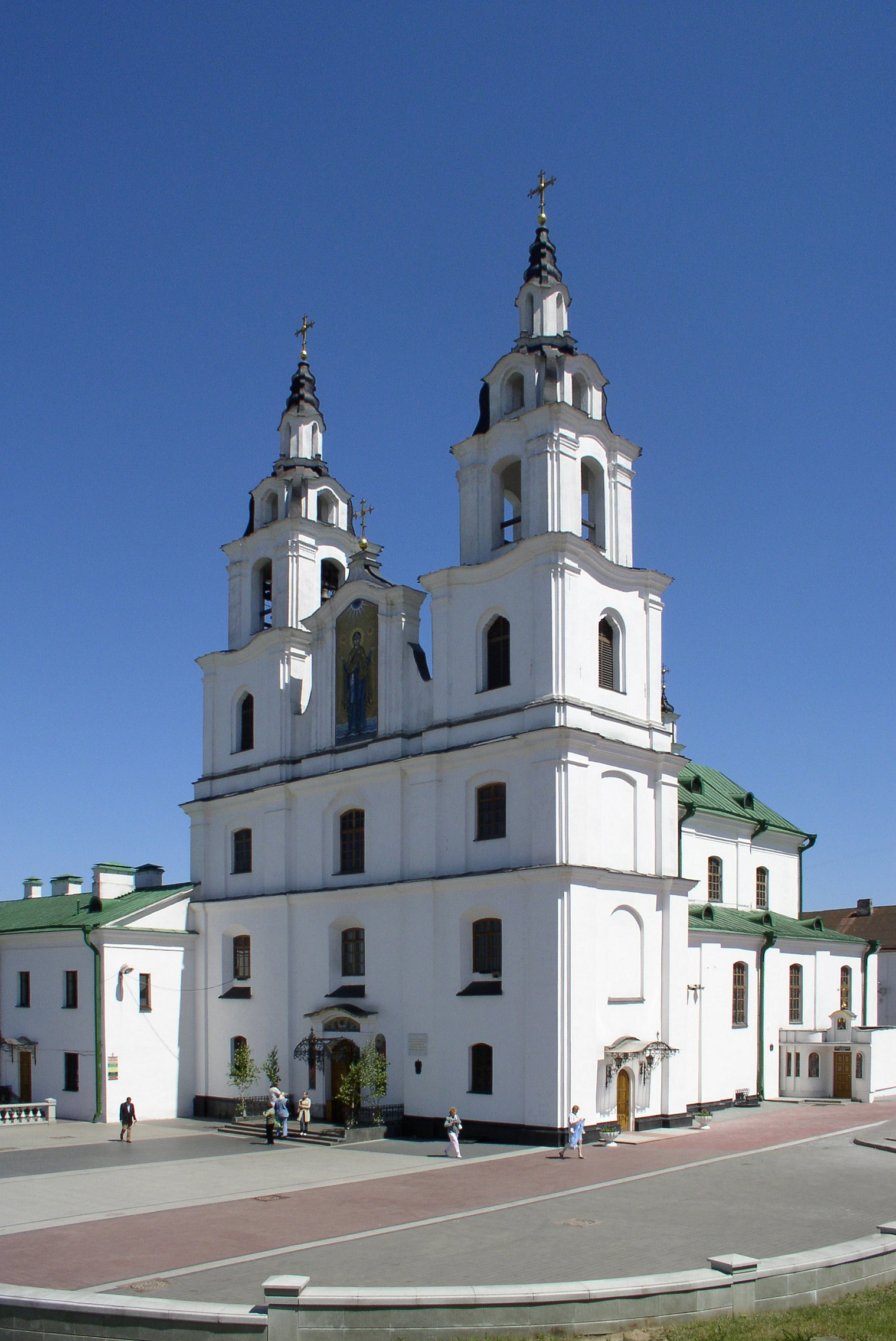
Kościół bernardynek w Mińsku (obecnie sobór św. Ducha)